# D'Hondts metode
D'Hondts metode er en metode til at fordele mandater i proportionale valgsystemer. Metoden er opkaldt efter den belgiske jurist Victor D'Hondt. Hans metode minder om Sainte-Laguës metode, men bruger andre divisorer.
Denne metode benyttes bl.a. i store dele af Europa og i mindre dele af Sydamerika.[kilde mangler] I Afrika bruges den i Mozambique. I Danmark bruges D'Hondts metode ved kommunalvalg og Europa-Parlamentsvalg, samt indtil 1953 og igen efter 2007 ved fordelingen af kredsmandater ved Folketingsvalg.

## Kritik
Den D'Hondtske metode har en tendens til at favorisere større partier. F.eks. kan det største parti få absolut flertal med under halvdelen af stemmerne, som det nogle gange sker ved danske kommunalvalg som i Frederiksberg (Det Konservative Folkeparti) og Horsens (Socialdemokratiet) i 2005. Og ved folketingsvalget i 2022 fik Socialdemokratiet et mandat mere end stemmetallene tilsagde, målt på antallet af stemmer, hvilket har ansporet en række partier til at forsøge at få ændret valgsystemet ved folketingsvalg.

## Fordeling af mandater
Når stemmerne er talt op efter valget, divideres de til de respektive valgforbund, listeforbund eller kandidatlister med divisorerne 1-2-3-4-5 osv. Dvs. at der udregnes en række kvotienter, som vist i nedenstående eksempel. Det parti, der har den største af de fremkomne kvotienter, får det første mandat. Den næststørste kvotient giver ret til det andet mandat og så fremdeles, indtil alle mandater er fordelt. Når en kvotient har givet et parti valg, benyttes den næste kvotient for partiet i beregningerne. Er kvotienterne lige store, foretages lodtrækning.

## Eksempel
Fordeling af syv mandater uden valgforbund imellem partier.
|                | Parti A | Parti B | Parti C | Parti D | Parti E |
| Stemmer        | 340.000 | 280.000 | 160.000 | 60.000  | 15.000  |
| 1. mandat      | 340.000 | 280.000 | 160.000 | 60.000  | 15.000  |
| 2. mandat      | 170.000 | 280.000 | 160.000 | 60.000  | 15.000  |
| 3. mandat      | 170.000 | 140.000 | 160.000 | 60.000  | 15.000  |
| 4. mandat      | 113.333 | 140.000 | 160.000 | 60.000  | 15.000  |
| 5. mandat      | 113.333 | 140.000 | 80.000  | 60.000  | 15.000  |
| 6. mandat      | 113.333 | 93.333  | 80.000  | 60.000  | 15.000  |
| 7. mandat      | 85.000  | 93.333  | 80.000  | 60.000  | 15.000  |
|                |         |         |         |         |         |
| Mandater i alt | 3       | 3       | 1       | 0       | 0       |

I starten har ingen nogle mandater. Hvis der kun var et mandat og parti A fik det, ville de "betale" mest for det, derfor tildeles de mandatet. I næste runde ville et mandat yderligere til parti A betyde, at hvert mandat koster 170.000 stemmer. Hvis derimod parti B får andet mandat, vil det være 280.000 stemmer værd, hvilket er mere end, hvad det er værd for parti A. Alle mandater fordeles på denne måde efter tur.

### Sammenligning med forholdsmæssig mandatfordeling
I eksemplet skal syv mandater fordeles. Fordelingstallene findes ved at dividere hvert partis stemmetal med det samlede stemmetal og gange med antal mandater (7). Fordelingstallene med de største decimalbrøker (0,78 og 0,49 i eksemplet) rundes op indtil det samlede antal mandater bliver 7.
|                     | Parti A  | Parti B  | Parti C  | Parti D  | Parti E  |
| Stemmefordeling     | 40%      | 33%      | 19%      | 7%       | 2%       |
| Mandatfordelingstal | 2,78     | 2,29     | 1,31     | 0,49     | 0,12     |
| Decimalbrøk         | 0,78 (1) | 0,29 (4) | 0,31 (3) | 0,49 (2) | 0,12 (5) |
| Mandatfordeling     | 3        | 2        | 1        | 1        | 0        |

Her får Parti D et mandat, mens Parti B får et mandat mindre end ved D'Hondts metode.